# Leatherman

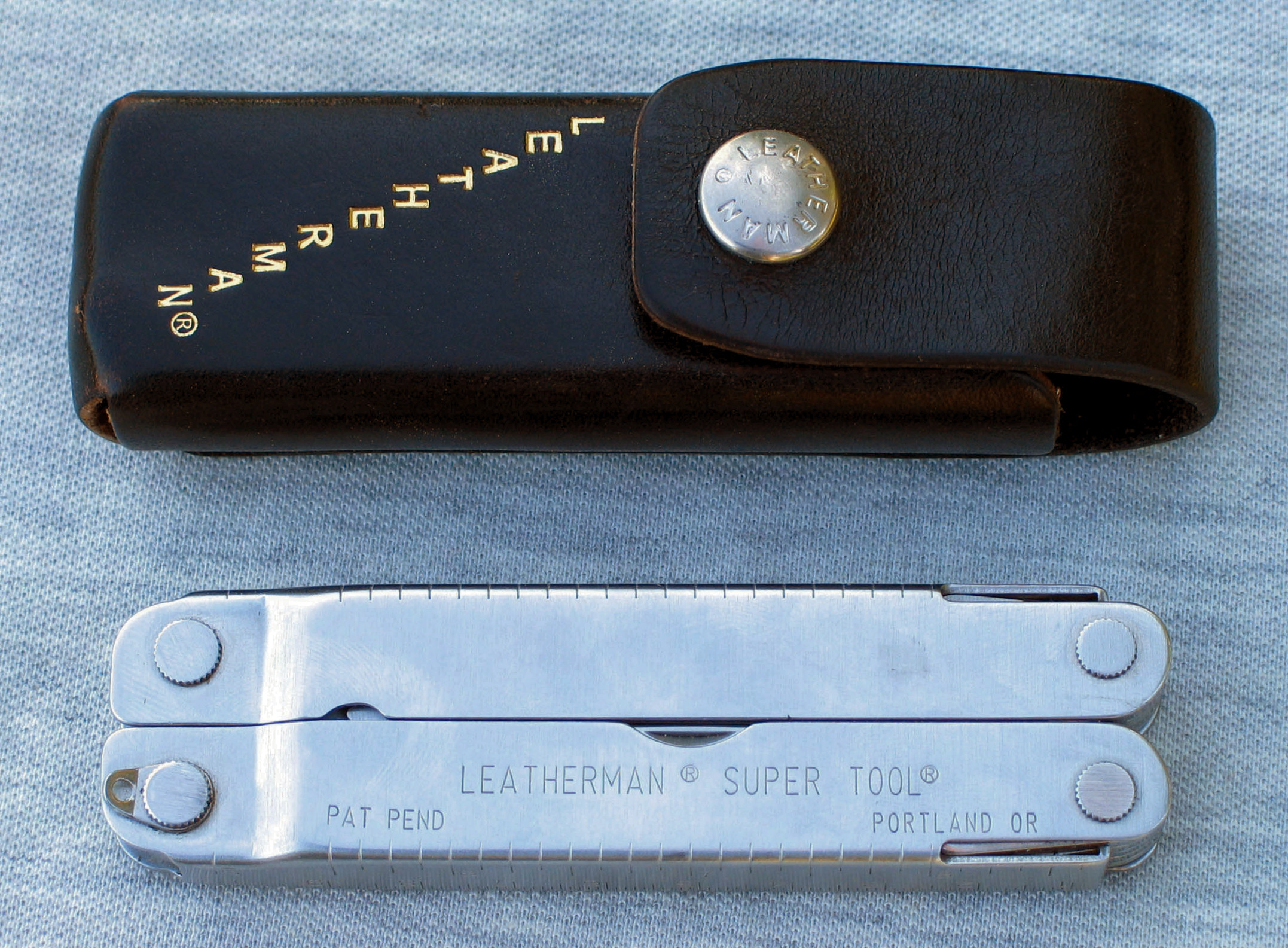
Leatherman Super Tool mit Gürteltasche

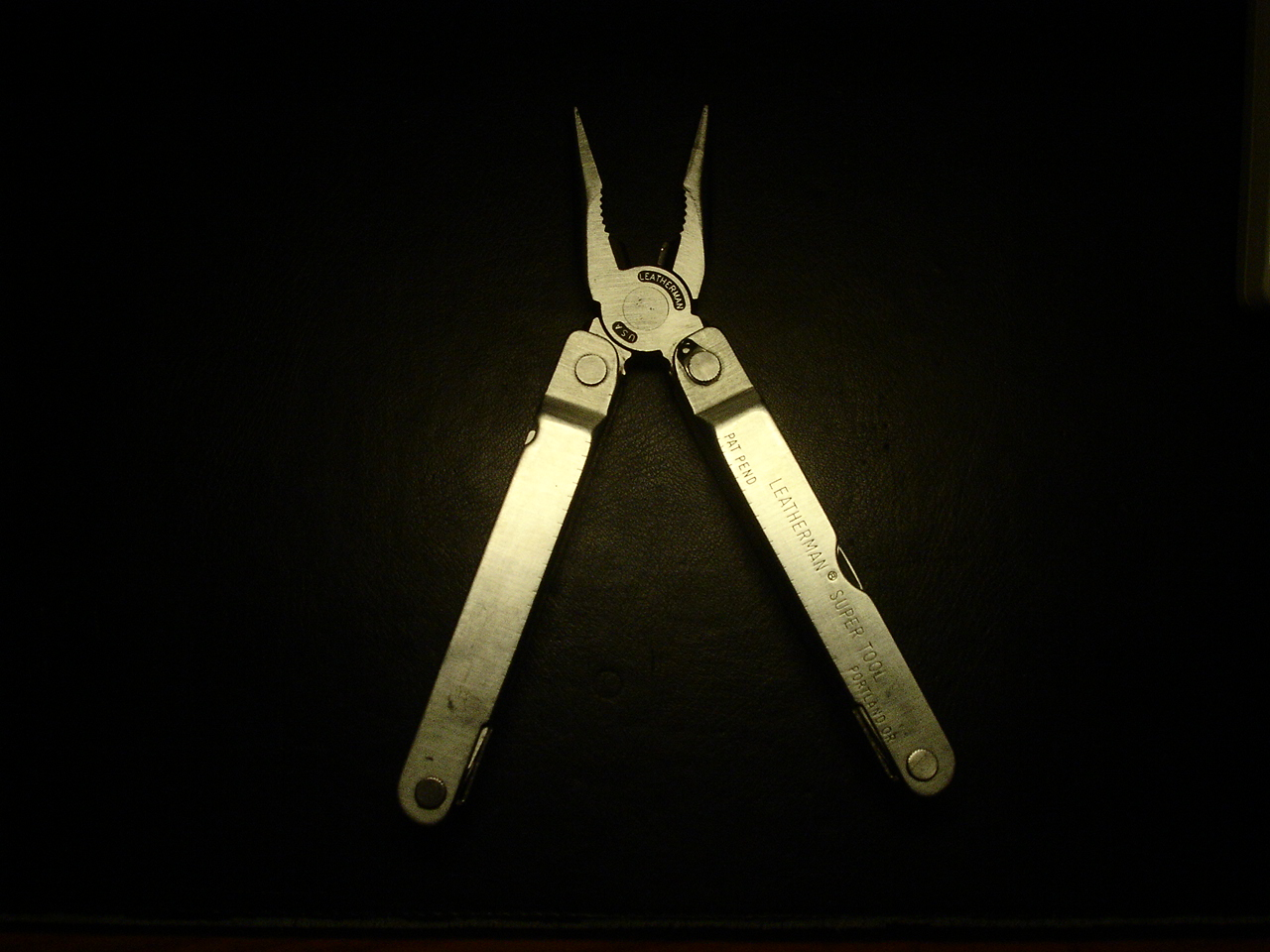
Geöffnete Zange eines Leatherman

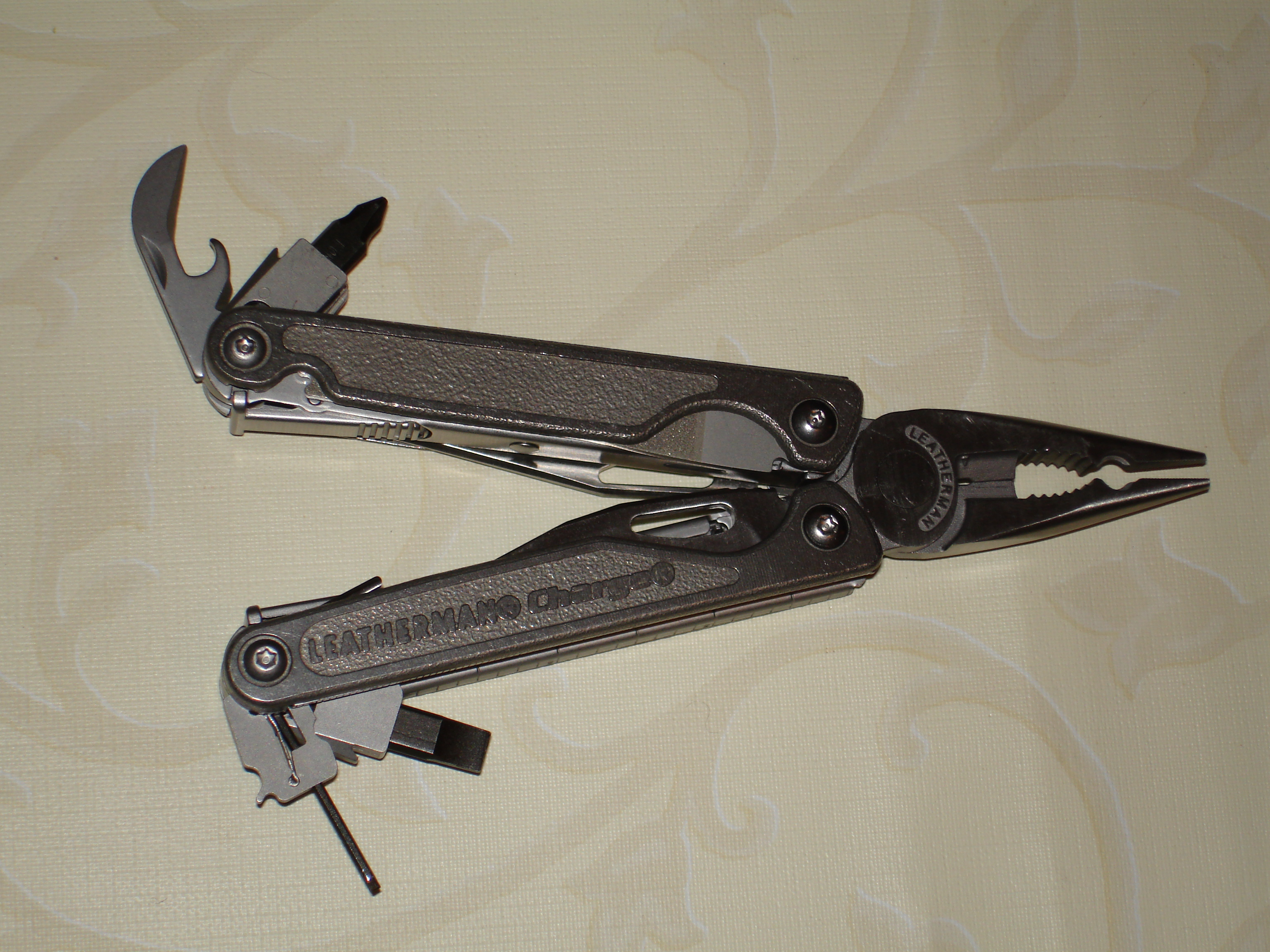
Leatherman Charge XTi

Leatherman ist ein US-amerikanisches Unternehmen, das Multitools, Messer und Rettungsscheren herstellt und weltweit vertreibt. Der Firmenname ist zum Synonym für ein Multifunktionswerkzeug geworden, das im Gegensatz zu Taschenmessern als zentrales Element aus einer zusammenfaltbaren Kombinationszange besteht. Die Bezeichnung ist markenrechtlich geschützt.

## Geschichte
Das Leatherman-Tool wurde zwischen 1975 und 1980 vom US-amerikanischen Ingenieur Timothy S. Leatherman entwickelt und wird in dem von ihm gegründeten gleichnamigen Unternehmen in Portland, Oregon hergestellt. Wie Timothy Leatherman immer wieder gerne erzählt, kam er auf die Idee des Multifunktionswerkzeugs 1975 auf einer Urlaubsreise durch Europa, als er bei einer Autopanne an seinem Fiat 600 den Werkzeugkasten vermisste. Besonders eine Zange hätte er damals dringend gebraucht.
Zuerst setzte sich das 1980 patentierte Werkzeug, das von Leatherman als Pocket Multiple Tool bezeichnet wird, bei Handwerkern und Technikern durch, die mobil sein mussten, zum Beispiel bei Bühnentechnikern oder Filmbeleuchtern. Diese konnten nicht immer einen schweren Werkzeugkasten mit sich tragen, der Leatherman war aber im mitgelieferten Lederetui am Gürtel stets griffbereit. Außerdem lässt sich der Leatherman mit Hilfe eines Pocketclips befestigen. Bei manchen Modellen gibt es außerdem eine Anhängeöse, die man herausschieben kann. Beim Leatherman Wave etwa befindet sich diese unter der Säge.
Das meistverkaufte Modell ist bisher das Leatherman Wave.
Leatherman hatte im Januar 2011 Anteile am deutschen Taschenlampenhersteller Ledlenser GmbH und Co. KG (Hersteller der LED-Lenser-Lampen) erworben. Bis zum 28. Februar 2019 verantwortete das Solinger Unternehmen die Vermarktung und den Vertrieb der Marke Leatherman in Deutschland, Österreich und der Schweiz.
Im Dezember 2018 hat die Leatherman Tool Group ihre Anteile an Ledlenser an die Münchener Afnium Management GmbH verkauft. Seit dem 1. März 2019 ist die neugegründete Leatherman Europe GmbH für alle Aktivitäten der Marke Leatherman allein zuständig.

## Funktion
Mittlerweile werden ähnliche Multifunktionswerkzeuge, auch Multitools genannt, auch von anderen Anbietern hergestellt (z. B. Victorinox). Auf den originalen Leatherman gibt es 25 Jahre Garantie.
Neben der Zange (mit Greif- und Schneidfunktion) beinhalten praktisch alle Modelle mindestens ein Messer und einen Schraubenzieher.
Leatherman stellt neben der klassischen Version mit Zange inzwischen auch viele andere Messertypen her. So ist z. B. das kleine „Micra“ als Schlüsselanhänger zu gebrauchen und besitzt anstatt der Zange eine kleine Schere, die Messer Hybrid und Genus eine Gartenschere. Für den militärischen Gebrauch wurde im Jahre 2010 das Leatherman MUT und MUT-EOD präsentiert. Es gibt auch Jagd- und einfache Einhandmesser von Leatherman.
Manche Leatherman-Modelle sind so konzipiert, dass man sie teilweise mit einer Hand verwenden kann, z. B. Wave und Charge (AL/ALX/TTi). 2012 stellte Leatherman das OHT (One Hand Tool) vor, dessen Werkzeuge allesamt von außen und mit nur einer Hand zugänglich sind.
Die 2019 vorgestellte FREE-Serie, die sich in die P, T, und K-Serien unterteilt, verfügt über eine magnetische Konstruktion, die das Öffnen und Schließen aller Werkzeuge mit nur einer Hand ermöglicht.

## Produkte
| Bezeichnung            | Bauart            | Einführung | Ausscheidung | Werkzeuge |
| ---------------------- | ----------------- | ---------- | ------------ | --------- |
| PST                    | mittelgroß        | 1983       | 2004         | 14        |
| PST II                 | mittelgroß        | 1996       | 2004         | 15        |
| Wave – Original        | mittelgroß        | 1998       | 2004         | 16        |
| Wave – New             | mittelgroß        | 2004       | 2018         | 17        |
| Wave+                  | mittelgroß        | 2018       | —            | 18        |
| Wave – Damascus Ltd Ed | mittelgroß        | 2009       | —            | 17        |
| Sideclip               | mittelgroß        | 1998       | 2004         | 12        |
| Crunch                 | groß              | 1999       | —            | 15        |
| Flair                  | mittelgroß        | 1999       | 2004         | 16        |
| Pulse                  | mittelgroß        | 2000       | 2004         | 15        |
| Blast                  | mittelgroß        | 2004       | 2012         | 16        |
| Surge – Original       | groß              | 2005       | 2013         | 21        |
| Surge – Neu            | groß              | 2013       | —            | 21        |
| Core                   | mittelgroß        | 2005       | 2009         | 19        |
| Kick                   | mittelgroß        | 2004       | 2012         | 10        |
| Fuse                   | mittelgroß        | 2004       | 2012         | 13        |
| Charge Ti              | mittelgroß        | 2004       | 2008         | 17        |
| Charge XTi             | mittelgroß        | 2004       | 2008         | 16        |
| Charge AL              | mittelgroß        | 2007       | 2018         | 17        |
| Charge ALX             | mittelgroß        | 2007       | 2018         | 18        |
| Charge TTi             | mittelgroß        | 2007       | 2018         | 19        |
| Charge+                | mittelgroß        | 2018       | —            | 19        |
| Charge+ TTi            | mittelgroß        | 2018       | —            | 19        |
| Free K2                | Taschenmesser     | unbekannt  | —            | 8         |
| Free K2X               | Taschenmesser     | unbekannt  | —            | 8         |
| Free K4                | Taschenmesser     | unbekannt  | —            | 9         |
| Free K4X               | Taschenmesser     | unbekannt  | —            | 9         |
| Free T2                | Taschenmesser     | 2019       | —            | 8         |
| Free T4                | Taschenmesser     | 2019       | —            | 12        |
| Free P2                | mittelgroß        | 2019       | —            | 19        |
| Free P4                | mittelgroß        | 2019       | —            | 21        |
| Super Tool             | groß              | 1994       | 2001         | 18        |
| Super Tool 200         | groß              | 2001       | 2005         | 18        |
| Super Tool 300         | groß              | 2009       | —            | 19        |
| Super Tool 300 EOD     | mittelgroß        | 2010       | —            | 19        |
| Skeletool              | Taschenmesser     | 2007       | —            | 7         |
| Skeletool CX           | Taschenmesser     | 2007       | —            | 7         |
| Skeletool KB           | Taschenmesser     | 2017       | —            | 2         |
| Skeletool KBx          | Taschenmesser     | 2017       | —            | 2         |
| Skeletool SX           | Taschenmesser     | 2013       | —            | 7         |
| Skeletool RX           | Taschenmesser     | 2016       | —            | 7         |
| Wingman                | mittelgroß        | 2011       | —            | 14        |
| Sidekick               | mittelgroß        | 2011       | —            | 14        |
| MUT                    | Militär           | 2010       | —            | 16        |
| MUT EOD                | Militär           | 2010       | —            | 15        |
| Mini Tool              | Taschenmesser     | 1986       | 2004         | 10        |
| Freestyle              | Taschenmesser     | 2009       | —            | 5         |
| Freestyle CX           | Taschenmesser     | 2009       | 2012         | 5         |
| Juice KF4              | Taschenmesser     | 2001       | 2005         | 16        |
| Juice C2               | Taschenmesser     | 2001       | —            | 12        |
| Juice S2               | Taschenmesser     | 2001       | —            | 12        |
| Juice CS4              | Taschenmesser     | 2001       | —            | 15        |
| Juice XE6              | Taschenmesser     | 2001       | 2006         | 18        |
| Juice Pro              | Taschenmesser     | 2002       | 2003         | 15        |
| Juice SC2              | Taschenmesser     | 2003       | 2005         | 12        |
| Juice SX – Neu         | Taschenmesser     | 2014       | —            | 11        |
| Juice SX – Original    | Taschenmesser     | 2013       | 2014         | 11        |
| Micra                  | Schlüsselanhänger | 1996       | —            | 10        |
| Squirt P4              | Schlüsselanhänger | 2002       | 2010         | 10        |
| Squirt S4              | Schlüsselanhänger | 2002       | 2010         | 10        |
| Squirt E4              | Schlüsselanhänger | 2003       | 2010         | 10        |
| Squirt ES4             | Schlüsselanhänger | 2010       | —            | 9         |
| Squirt PS4             | Schlüsselanhänger | 2010       | —            | 9         |
| Style                  | Schlüsselanhänger | 2010       | —            | 5         |
| Style CS               | Schlüsselanhänger | 2010       | —            | 6         |
| Style PS               | Schlüsselanhänger | 2012       | —            | 8         |
| Rebar                  | mittelgroß        | 2012       | —            | 17        |
| OHT                    | Militär           | 2012       | —            | 16        |
| Raptor                 | Rettungsdienst    | 2013       | —            | 6         |
| Leap                   | Taschenmesser     | 2014       | —            | 13        |
| Rev                    | mittelgroß        | 2015       | —            | 14        |
| Tread                  | Armband           | 2015       | —            | 29        |
| Tread QM1              | Armband           | unbekannt  | —            | —         |
| Signal                 | groß              | 2015       | —            | 19        |
| Z-Rex                  | mittelgroß        | unbekannt  | —            | 4         |
| Genus                  | unbekannt         | unbekannt  | —            | 9         |
| Vista                  | unbekannt         | 2006       | 2009         | 9         |
| Hybrid                 | unbekannt         | 2006       | 2009         | 11        |
| Arc                    | mittelgroß        | 2023       | —            | 21        |

## Werkzeuge
Aktuell sind für die Leatherman-Modelle folgende Werkzeugarten verfügbar:
- Spitzzange
- gefederte Spitzzange
- Greifzange
- gefederte Greifzange
- Drahtschneider (Draht/Hartdraht)
- gefederter Drahtschneider (Draht/Hartdraht)
- austauschbarer Drahtschneider (Draht/Hartdraht)
- Kabelschneider
- Elektrocrimp-Zange
- Presszange
- Messer
- Wellenschliffmesser
- Schere
- (Holz-)Säge
- Holz/Metallfeile
- diamantbeschichtete Feile
- Aufbrechhaken
- Nagelheber
- großer Bithalter
- kleiner Bithalter (Feinmechaniker-Schraubenzieher)
- Kreuzschlitzschraubenzieher (Phillips-Recess)
- Schraubenzieher (groß, mittel, klein)
- Ahle
- Karabinertool
- Plastikschneider (Öffner für Sichtverpackung)
- Sechskant-Bithalter
- Litzenschneider
- Dosenöffner/Kronkorkenöffner
- Öse (Zum Anhängen des Tools, kann dauerhaft ausgeklappt bleiben)
- Hammer

Auf dem Gehäuse der meisten Modelle sind zusätzlich zwei Messskalen in Zentimeter und Zoll eingraviert. Die Werkzeuge können nicht frei gewählt werden, sondern sind in vorgefertigten Kombinationen für spezielle Anwender und Preisklassen zusammengefasst erhältlich.